# John Tyrrell (actor)
John Tyrrell  (7 de diciembre de 1900-20 de septiembre de 1949) fue un actor cinematográfico estadounidense, que intervino en más de 250 filmes entre 1935 y 1947.

## Biografía
Nacido en el Bronx de Nueva York, Tyrrell es conocido por su prolífico trabajo en los cortos producidos por Columbia Pictures para el trío Three Stooges (Los tres chiflados). Como muchos actores de las comedias de los Stooges, Tyrrell era un actor con salario y contrato. La compañía Columbia disponía de un reparto de actores que interpretaban papeles de reparto en cualquier producto de la misma, desde filmes de importancia hasta cortos, seriales y serie B (algunos de dichos actores llegaron al estrellato, como en el caso de Lloyd Bridges, Bruce Bennett, Adele Mara y Ann Doran.) John Tyrrell trabajó de manera regular en Columbia desde 1938 a 1945. Ocasionalmente, solamente la voz de Tyrrell se usaría para otras funciones, como locutor de radio, presentador o como operador de la policía. Tyrrell actuó a menudo junto a Eddie Laughton en las producciones de Columbia (frecuentemente como gánsteres). El principal papel de Tyrrell probablemente fue el que hizo en el serial de 1939 Mandrake the Magician.
John Tyrrell falleció en 1949 en el Hospital de Veteranos de Kingsbridge, en el Bronx, donde llevaba ingresado varios meses a causa de una enfermedad no conocida.

## Filmografía seleccionada
- Uncivil War Birds (1946)
- Booby Dupes (1945)
- Gents Without Cents (1944)
- A Gem of a Jam (1943)
- Dizzy Detectives (1943)
- Three Smart Saps (1942)
- Loco Boy Makes Good (1942)
- In the Sweet Pie and Pie (1941)
- So Long Mr. Chumps (1941)
- From Nurse to Worse (1940)
- A Plumbing We Will Go (1940)
- You Nazty Spy! (1940)
- Mr. Smith Goes to Washington (1939)
- The Man They Could Not Hang (1939)
- Mandrake the Magician (1939)
- It Happened in Hollywood (1937)
- Three Smart Girls (1936)